# Helmut Bonney
Helmut Bonney (* 18. Juni 1947 in Höxter) ist ein deutscher Psychiater und Psychotherapeut, der auf Kinder und Jugendliche spezialisiert ist. Er gründete und leitet das Systemische Seminar Heidelberg.

## Lebensstationen
Nach Studien in Köln und Hamburg ließ sich Bonney in Detmold und Mainz zum Kinderarzt und bei Gerd Biermann nach dem Brühler Modell zum Psychotherapeuten ausbilden. Am Kinderneurologischen Zentrum Mainz wurde er mit der strategischen Familientherapie nach Salvador Minuchin vertraut, an der Internationalen Gesellschaft für Systemische Therapie studierte er das Mailänder Modell, das damals dort noch persönlich von Gianfranco Cecchin und Luigi Boscolo unterrichtet wurde. Ab 1985 war er mit dem Aufbau einer systemisch konzipierten Kinderpsychiatrie Detmold befasst und hat dort auch eine sozialpsychiatrische Praxis gegründet, die 1997 in andere Hände übergeben wurde. Danach kehrte er nach Heidelberg zurück und konzentriert sich seither auf systemische Praxis und Lehre.
Helmut Bonney ist Vater von fünf Kindern. Heute lebt er mit seiner Frau Juliane Bonney und ihrem Kind in Heidelberg.

## Wesentliche Publikationen
- Zappelix zaubert (2010)
- "TAIL"
- ADHS. Carl Auer, Heidelberg 2008, ISBN 3-89670-630-6
- Neues vom Zappelphilipp. ADS/ADHS: verstehen, vorbeugen und behandeln. (Gemeinsam mit Gerald Hüther). Patmos, Düsseldorf 2002, 2007 (8. Auflage), ISBN 3-491-40121-6
- Training von Aufmerksamkeit und Impulskontrolle als Lernspiel. Human Solutions, Fulda 2006, ISBN 3-00-017905-4
- Kinder und Jugendliche in der familientherapeutischen Praxis. Carl Auer, Heidelberg 2003, ISBN 3-89670-418-4
- Auswirkungen von Familienverhältnissen und elterlichem Erziehungsstil auf die Entwicklung und Persönlichkeit von schulschwierigen Kindern. Hamburg 1975